# Biržai
Biržai ( hallgat; németül Birsen, lettül Birži, lengyelül Birże) egy kisváros, amelyik Litvánia északi sarkában a Širvenos tó mellett fekszik. A települést 1415-ben említik először, Jogaila király egyik okiratában. A 19. században építették a város várát.
1. ↑  Resident population by city / town at the beginning of the year. Statisztikai Hivatal, 2023. január 16. (Hozzáférés: 2023. február 12.)